# Saarinen (sjö i Etseri, Södra Österbotten)
Saarinen är en sjö i kommunen Etseri i landskapet Södra Österbotten i Finland. Sjön ligger 170,6 meter över havet. Den är 6,5 meter djup. Arean är 61 hektar och strandlinjen är 6,28 kilometer lång. Sjön  ingår i Kumo älvs huvudavrinningsområde.   Den ligger omkring 75 kilometer öster om Seinäjoki och omkring 270 kilometer norr om Helsingfors. 
I sjön finns ön Isotsaaret. 